# فيليب بريترتون
فيليب بريترتون (بالإنجليزية: Philip Bretherton)‏ هو ممثل بريطاني، ولد في 30 مايو 1955 في المملكة المتحدة.

## أعمال

### أفلام
- (2013) السلطة الخامسة[2]

## وصلات خارجية
- فيليب بريترتون على موقع IMDb (الإنجليزية)
- فيليب بريترتون على موقع ألو سيني (الفرنسية)
- فيليب بريترتون على موقع أول موفي (الإنجليزية)
- فيليب بريترتون على موقع قاعدة بيانات الفيلم (الإنجليزية)
- فيليب بريترتون على موقع كينوبويسك (الروسية)